# Biserica de lemn din Oradea
Biserica de lemn din Oradea este o biserică localizată în Oradea, județul Bihor.

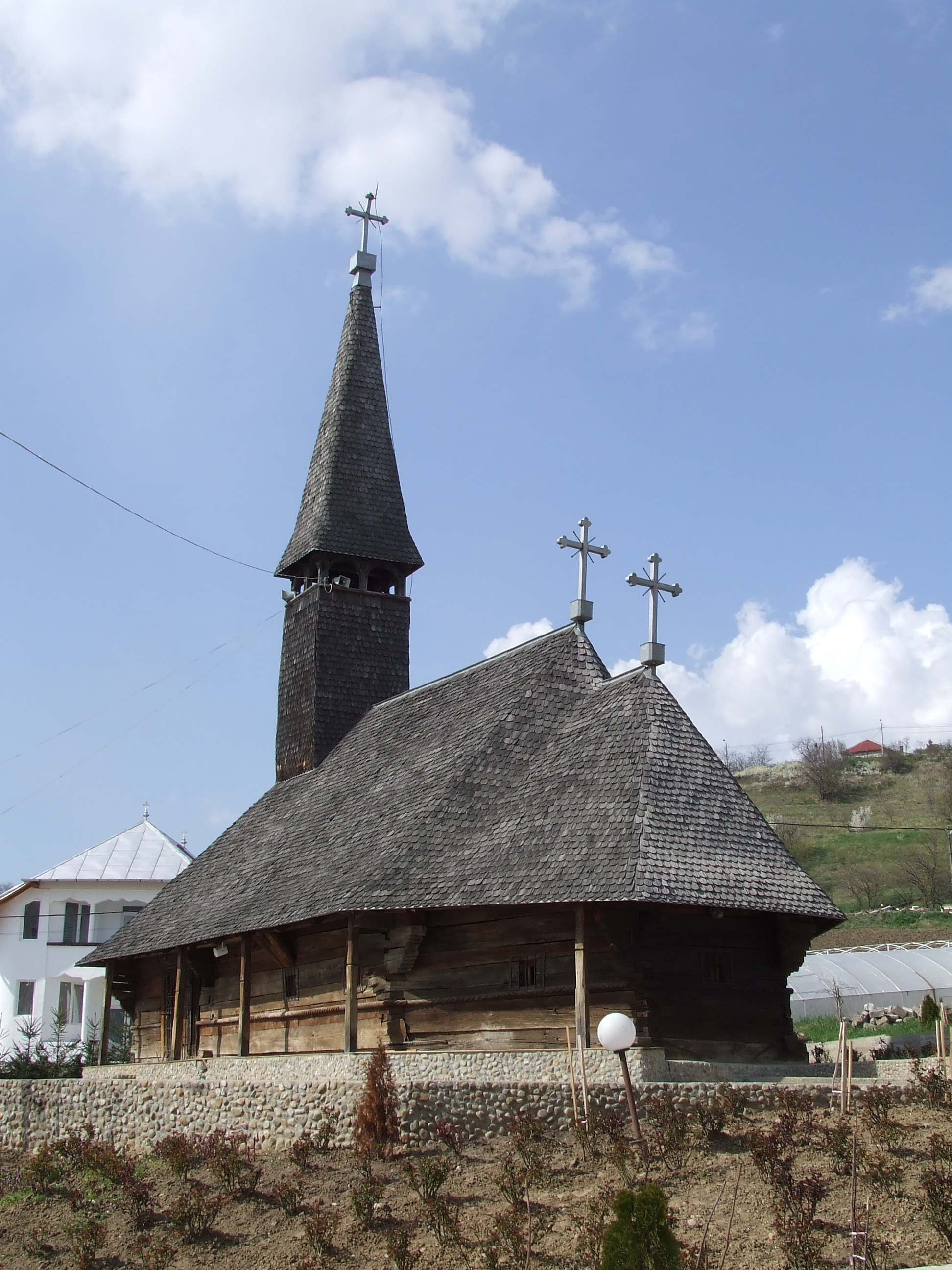
Biserica de lemn a mănăstirii Sfânta Cruce, Oradea, judeţul Bihor